# Anuraphis pyrilaseri
Anuraphis pyrilaseri är en insektsart. Anuraphis pyrilaseri ingår i släktet Anuraphis och familjen långrörsbladlöss. Inga underarter finns listade i Catalogue of Life.